# Ахундзаде, Сакина Мирза Эйбат кызы
Сакина Мирза Эйбат кызы Ахундзаде (азерб. Səkinə Mirzə Heybət qızı Axundzadə; 1865, Куба — 1927, там же) — первая азербайджанская женщина-драматург и романистка, общественный деятель, педагог, автор учебников на азербайджанском языке, активная деятельница мусульманского женского благотворительного общества в Баку.

## Биография

### Ранние годы. Жизнь в Кубе
Сакина Ахундзаде родилась в 1865 году в городе Куба в знатной семье. Её отец Мирза Эйбат был активным членом литературного общества «Гюлистан», созданного видным азербайджанским учёным и просветителем Аббаскули-ага Бакихановым, а также поэтом, писавшим под псевдонимом «Феда». Благодаря воспитанию в такой культурной среде, у Сакины с детства пробудилась любовь к литературе, театру, искусству.
В юном возрасте в Кубе вышла замуж за человека по имени Талыб. В браке родилась дочь Окюмаханум. Талыб открыто выступал в поддержку своей супруги, занимавшейся просвещением среди девочек в Кубе. Это не нравилось консервативно настроенным жителям и в итоге Талыб был убит гачагом по имени Али. Позднее Сакина Ахундзаде вышла замуж за преподавателя русского языка в Кубе Мухаммеда Агабекова. За годы в браке с Агабековым, Сакина Ахундзаде в своём доме открыла бесплатную школу для девочек. Вскоре у семейной пары родился сын Юсиф, известный позднее как профессор и доцент Гянджинского университета Юсиф Агабеков (подвергнут репрессиям в 1937 году и расстрелян). Проходит немного времени и умирает второй муж Ахундзаде Мухаммед Агабеков.

### Переезд в Баку. Первые пьесы
В 1900 году Сакина Ахундзаде была приглашена в Баку нефтепромышленником и миллионером Гаджи Зейналабдиным Тагиевым, узнавшим о её просветительской деятельности в Кубе. Некоторое время Ахундзаде преподавала шариат и литературу в Бакинской мусульманской школе Тагиева для девочек. Как отмечал театральный критик Гулам Мамедли, в то время как Сакина Ахундзаде стала преподавать, на сценах Баку ставились спектакли с участием Джахангира Зейналова, Абульфата Вели, Мирза Ага Алиева, Гусейна Араблинского, женские роли играли мужчины, а женщины, в том числе и Сакина Ахундзаде, могли смотреть спектакли, только будучи в чадре и в специальной ложе для женщин.

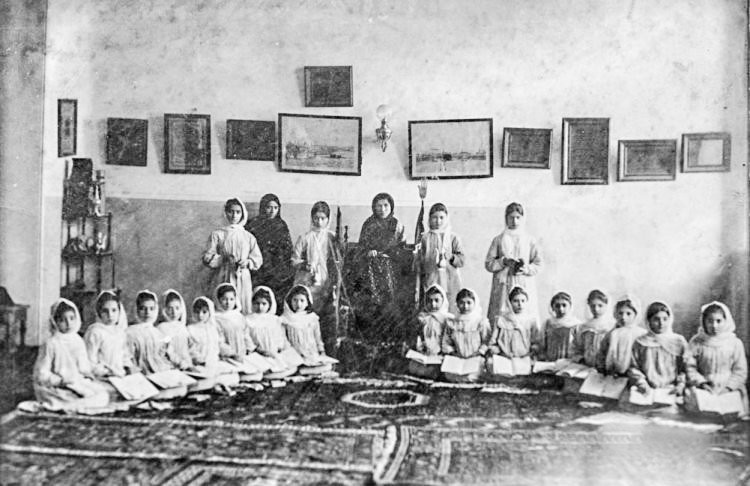
Сакина Ахундзаде (сидит в центре) с ученицами Бакинской мусульманской школы Тагиева для девочек в 1903 году

Согласно воспоминаниям Ахундзаде, она старалась найти способ привлечь женщин в театр и заставить играющих их роли мужчин не одеваться в женскую одежду. Первой пьесой, написанной Ахундзаде, стала «Польза науки» (или «О пользе науки»). После она создала пьесу «Слово правды бывает горьким». В этих драмах было очень много женских образов. Режиссурой обеих спектаклей занималась сама Сакина Ахундзаде. Все роли она раздала коллегам-преподавателям и ученицам. В день постановки среди зрителей также были одни женщины. Главную мужскую роль в пьесе «Польза науки» сыграла Фатима Гаджинская. По словам Мамедли, «так азербайджанские женщины постигли вкус сценического искусства». Ученица Сакины Ахундзаде, Фатима Султанова-Гаджинская позднее рассказывала:
Мы слышали о театре, но никогда не видели спектакля. Мы мечтали его увидеть. Осуществила нашу мечту наша учительница Сакина ханум. Она сама написала пьесу «Элмин бахрасы». Она прочла нам пьесу. Распределила роли. Основную роль пьесы, роль Сарвар хана, поручила мне. После уроков она репетировала с нами. Когда спектакль был готов, мы показали его 2 декабря 1904 года в Баку в русско-мусульманской школе. Сакина ханум раздала нам билеты заранее, чтобы мы могли пригласить на спектакль наших подруг, матерей, сестёр. Таким образом, автор пьесы, режиссёр спектакля была женщина, исполнителями ролей были девушки, зрителями также были девушки и женщины. Спектакль прошёл с большим успехом.

### Дальнейшее творчество
Сакина Ахундзаде также переводила некоторые произведения из турецкой литературы на азербайджанский язык и помогала ставить их на сцене. Подготовленная ею драма «Плоды насилия», написанная на основе оперы «Лакме» французского композитора Лео Делиба, и «Злосчастный ребёнок» из творчества Намыка Кемала, долгие годы ставились на азербайджанской сцене при участии Гусейна Араблинского, Аббаса Мирзы Шарифзаде. Так, в 1914 году «Плоды насилия» впервые была поставлена в Тифлисе Гусейном Араблинским, а в 1917 и 1922 гг. в Баку Аббас Мирзой Шарифзаде. В начале 1920-х гг. «Плоды насилия» была поставлена труппой общества «Ниджат», на сцене Азербайджанского драматического театра. Ахундзаде написала также комедию «Невестка и свекровь».
Сакина Ахундзаде сыграла значительную роль в привлечении азербайджанских девушек к театру. В газете «Басират» от 9 января 1916 года писали:
В понедельник и вторник, в 5 часов, будет дана оперетта «Аршин мал алан» только для дам, в исполнении девушек в пользу «Мусульманского женского общества»… С благодарностью отметим, что здесь немалая роль женщин-мусульманок, в особенности Сакины ханум. Она немало потрудилась, чтобы привлечь женщин к театру, а это очень важно и в то же время опасно в наше время!
Написанная ею трагедия «Плоды насилия» была поставлена на сцене театра Гаджи Зейналабдина Тагиева в Баку. Театральный критик Кязымоглу (Сеид Гусейн) в статье, которая была опубликована в газете «Ени игбал», отмечал:
В нашей новой литературе женщины начинают занимать определенное место. Одна из них — Сакина ханум Ахундзаде, чья трагедия «Плоды насилия» была сыграна в пятницу в Тагиевском театре.
В газете «Каспий» от 16 января 1917 года отмечалось:
Сакина ханум — одна из деятельниц, безгранично любящих нашу сцену, и делающих для мусульманской сцены не мало. Можно сказать, что в этой области она, пожалуй, единственная женщина. И если бы наши общественные условия были иными, она, несомненно, была бы выдающейся и плодовитой писательницей. Даже сейчас, Сакина ханум находит возможность пополнить наш не очень богатый сценический репертуар.
Газета «Басират» от 27 января 1917 года писала:
Сакина ханум — одна из первых на Кавказе женщин-интеллигенток, она служит мусульманской сцене, пишет для неё…
Сакина Ахундзаде в совершенстве владела арабским и персидским языками, была хорошо знакома с восточной литературой. В созданных произведениях она старалась распространять идею свободы азербайджанских девушек, пробудить у них любовь к знаниям и наукам. Однако деятельность Сакины Ахундзаде в области просвещения девочек-мусульманок нередко создавала для неё определённые трудности. Консервативно настроенные люди были против того, чтобы девушки играли на сцене. Иногда родители девочек, которым преподавала Ахундзаде, набрасывались на неё, говоря: «Вы говорите девочкам о шариате, а потом заставляете их выходить на сцену как клоунов».

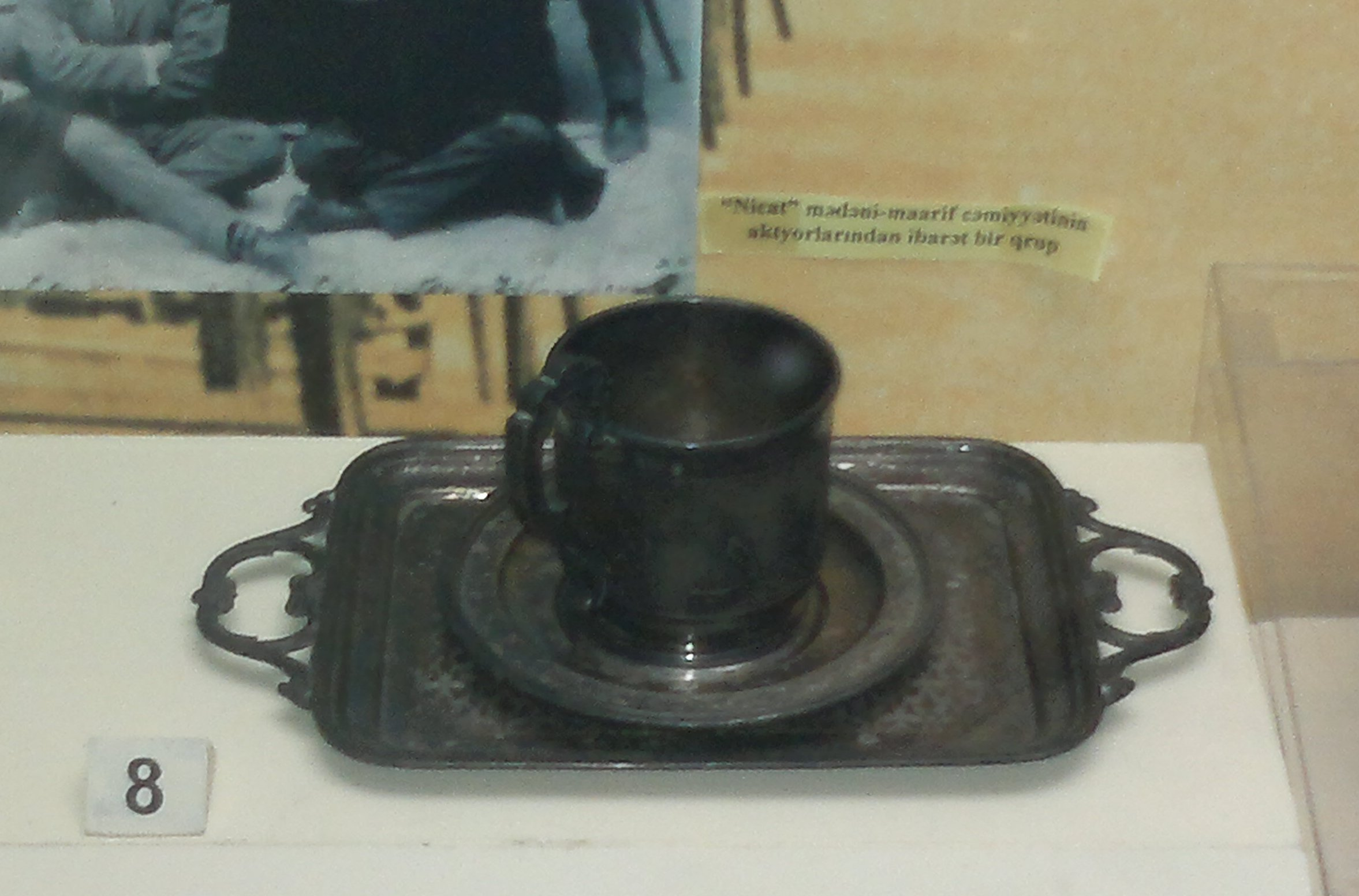
Принадлежавшие Сакине Ахундзаде подстаканник, тарелка и поднос в Музее истории Азербайджана

Сакина Ахундзаде была также первой азербайджанской женщиной-автором романа. В её романе «Принц Абульфаз и Рена», написанном на основе фольклорного сюжета в 1918 году, автор выдвигает идею поиска избавления от предрассудков в жизни азербайджанских женщин. В литературной форме она изобразила дух свободы в своём произведении. Всего Сакина Ахундзаде написала пять пьес и один роман. Актёр и режиссёр Гусейн Араблинский в беседе с ней говорил:
Сакина ханум, театр без женщин это как весна без цветов. Разве бывает весна без цветов?! Сколько женщин, девушек не могут приблизиться к театру из-за невежества. Вы делаете великую работу. Зажигаете искры театра в сердцах наших девушек. Придёт время и эти искры превратятся в факел.
Сакина Ахундзаде была также соавтором опубликованного в 1922—1923 гг. «Нового тюркского алфавита».

### Последние годы
В последние годы жизни Сакина Ахундзаде страдала от продолжительной тяжёлой болезни. В связи с этим она вынуждена была уехать из Баку обратно в родную Кубу. Известные азербайджанские актёры того времени часто ездили в Кубу, навещать Сакину Ахундзаде. Так, однажды когда актёр и режиссёр Аббас Мирза Шарифзаде прибыл в Кубу, он навестил Сакину Ахундзаде. Сакина ханум устроила обед в честь Шарифзаде. По воспоминаниям внучки Ахундзаде Масмы Мамедовой, Ахундзаде в тот вечер попросила Шарифзаде прочитать отрывок из монолога «Иблиса», Аббас Мирза же выполнил последнее желание Сакины Ахундзаде и прочитал наизусть весь монолог.
Скончалась Ахундзаде в 1927 году в родном городе. В доме в Губе, где она проживала (по улице Истиглал, ранее Крупская 14), живут её потомки.

## Семья
- Первый муж — Талыб.
  - Дочь — Окюмаханум.
- Второй муж — Мухаммед Агабеков, преподаватель русского языка в Кубе.
  - Сын — Юсиф Агабеков, профессор и доцент Гянджинского университета.
- Брат — Ибрагим Ахундов.
  - Племянница — Рейхан Топчибашева[5], художник, Заслуженный деятель искусств Азербайджанской ССР.
  - Племянница — Рахшанда Бабаева, первая азербайджанская женщина-этнограф.[12]